# Жан-Франсоа Шамполион
Жан Франсоа Шамполион (на френски: Jean-François Champollion) (1790 – 1832) е френски историк – ориенталист и лингвист, основател на египтологията и професор по египтология в Парижкия университет. Той първи успява да разшифрова системата на египетските йероглифи, използвайки открития в Египет Розетски камък с надписи на три езика.

## Биография
Жан Франсоа Шамполион е роден в южното френско градче Фижак в провинцията Дофине. Смятан е за дете-чудо. Едва петгодишен, без помощта на възрастните се научава да чете и пише, като сравнява научените наизуст молитви с текстовете в молитвеника на майка си. На 6 години знае няколко езика. На единадесет чете от Библията в староеврейския ѝ оригинал, на тринадесет започва да се занимава с арабски език. Петнадесетгодишен той изучава гръцки, латински, арабски, сирийски, арамейски и коптски език. Интересът му към древната история се развива под влияние на неговия брат – археолога Жак-Жозеф Шамполион-Фижак, който от своя страна е повлиян от египетската кампания на Наполеон Бонапарт през 1798 – 1801 г. Седемнадесетгодишен Жан-Франсоа става член на Академията на науките в Гренобъл. Вместо встъпителен реферат прочита започнатия от него труд „Египет през царуването на фараоните“. Учи в Парижкото училище за живи езици и в Колеж дьо Франс.
През 1809 г. се завръща в Гренобъл като професор по история. След връщането на Наполеон от остров Елба, неговият брат е назначен за секретар на императора. Наполеон се среща с двамата братя и живо се интересува от изследванията на Жан-Франсоа относно Древния Изток. След падането на Наполеон той загубва професорското си място и се преселва в Париж. През 1822 г. след петнадесетгодишна работа върху триезичния надпис на „Розетския камък“ Шамполион предлага принципите за дешифриране на йероглифното писмо на древните египтяни и определя последователността в развитието на египетската писменост – йероглифна, йератична, демотична.
През 1826 г. му е поръчано да организира първия музей, специализиран по Древния Египет.
През 1829 – 1830 г. заедно с италианския лингвист Иполита Роселини води археологическа експедиция в Египет и Нубия. В този период събира и копира огромно количество текстове, изображения и паметници, публикувани след смъртта му в изданието „Паметници на Египет и Нубия“. От 1831 г. ръководи катедра по египтология в Колеж дьо Франс. Шамполион съставя първата граматика и речник на египетския език. Той е член на Френската академия от 1830 г., почетен член на Петербургската академия на науките от 1827 г. и член на Академията на надписите от 1830 г.
През време на експедицията в Египет крехкото здраве на Шамполион окончателно рухва и той умира на 41 години в Париж. Погребан е в Пер-Лашез. Така и не успява да систематизира резултатите от експедицията, които са издадени след смъртта му в четири тома под заглавието „Monuments de l'Egypte et de la Nubie“ (1835 – 1845) и два тома „Notices descriptives conformes aux manuscrits autographes rédigés sur les lieux par Champollion le jeune“ (1844).